# Aage Fahrenholtz
Karl Aage Fahrenholtz (8. marts 1901 i Aalborg – 21. august 1990 i København) var en dansk bokser medlem af Helsingør AK.
Fahrenholtz deltog i bantamvægt ved ved Sommer-OL 1928 i Amsterdam, han tabte sin første kamp i den indledende runde til den senere bronzevinder fra Sydafrika Harry Isaacs. Han blev dansk mester i bantamvægt 1922.